# Aki Lahtinen
Aki Lahtainen est un footballeur finlandais né le 31 octobre 1958 à Jyväskylä.
Il était défenseur.

## Carrière
- 1976-1981 : Oulun Palloseura  Finlande
- 1981-1985 : Notts County  Angleterre
- 1985-1987 : Kemin Palloseura  Finlande
- 1988-1990 : OTP Oulu  Finlande[1]

## Sélections
- 50 sélections et 0 but avec l'équipe de Finlande de 1979 à 1989.

## Distinctions individuelles
- Joueur finlandais de l'année : 1980, 1981